# Rana megapoda
Rana megapoda là một loài ếch trong họ Ranidae. Chúng là loài đặc hữu của México.
Các môi trường sống tự nhiên của chúng là các khu rừng ôn hòa, vùng đất có cây bụi nhiệt đới hoặc cận nhiệt đới, sông, hồ nước ngọt, và đầm nước ngọt. Loài này đang bị đe dọa do mất môi trường sống.